# Mikó Bálint
Csíkzsögödi Mikó Bálint (Brassó, 1840. június 5. – Budapest, 1919. szeptember 11.) főrendiházi tag, országgyűlési képviselő. Az erdélyi római katolikus status igazgatótanácsának világi tanácsnoka, a székely nemzeti múzeum felügyelő-bizottságának tagja, az EMKE csíkvármegyei választmányának, valamint az Erdélyi Kárpátegylet marosvásárhelyi osztályának elnöke volt.

## Életpályája
Szülei: Mikó Antal és Sándor Anna voltak. Tanulmányait Brassóban, Kolozsváron, Nagyszebenben és a marosvásárhelyi királyi táblán végezte. 1861-től részt vett a megye politikai és gazdasági mozgalmaiban. 1876-ban képviselőjelölt lett a csíkszeredai kerületben; ettől kezdve a kerületnek választott országgyűlési képviselője volt. 1882. szeptember 16-án Csikmegye főispánja lett. A főrendiháznak a Ház újjáalakítása után tagja lett. A főispáni széktől 1905 februárjában vált meg; ekkor király titkos tanácsossá nevezték ki. 

## Díjai
- a Lipót-rend lovagkeresztje (1892)
- a Szent István-rend kiskeresztje